# Dywizjon 303 (carte)
Escadrila a 303-a (în poloneză Dywizjon 303) este o carte non-fiction scrisă de autorul polonez Arkady Fiedler și publicată de Peter Davies. A devenit cea mai populară carte a sa, cu peste 1,5 milioane de exemplare vândute. Scrisă în 1940 și publicată în august 1942, cartea se referă la legendara escadrilă poloneză nr. 303 („Kościuszko”) (în poloneză 303 Dywizjon Myśliwski Warszawski im. Tadeusza Kościuszki) a piloților polonezi ai Forțelor Aeriene care au zburat cu Forțele Aeriene Regale din Marea Britanie (RAF) în timpul Bătăliei Angliei.   

## Vezi și
- Dywizjon 303 (film) (2018)